# Ballekatte, Tiptur
Ballekatte là một làng thuộc tehsil Tiptur, huyện Tumkur, bang Karnataka, Ấn Độ.